# Edmond Marin la Meslée
Edmond Marin la Meslée (5. února 1912 Valenciennes – 4. února 1945 Dessenheim) byl francouzský stíhací pilot v době druhé světové války. Se šestnácti potvrzenými a čtyřmi pravděpodobnými sestřely je pátým nejúspěšnějším francouzským esem tohoto konfliktu a nejúspěšnějším pilotem Armée de l'air během bitvy o Francii.

## Životopis
Edmond Marin la Meslée se narodil 5. února 1912 ve Valenciennes. Po zahájení studia práv začal také navštěvovat státem subvencované pilotní lekce v letecké škole společnosti Morane-Saulnier ve Villacoublay, kde v roce 1931 získal pilotní oprávnění.
Ve věku 19 let vstoupil do Francouzského letectva, a po absolvování školy pro důstojníky letectva v záloze v Istres byl jako sous-lieutenant přidělen k 2. stíhacímu pluku (2e régiment de chasse) ve Štrasburku. Po skončení své dvouleté povinné služby se zavázal k další dvěma letům činné služby, ačkoliv to bylo spojené se snížením hodnosti na stupeň sergent.
V září 1936 byl přijat do letecké akademie Francouzského letectva ve Versailles, kterou v říjnu 1937 absolvoval v hodnosti poručíka. Byl pak jako stíhací pilot z povolání přidělen k 1. escadrille groupe de chasse I/5 v Remeši, jejíž velitel, Jean Accart, vysoce smýšlel o jeho potenciálu jako stíhače a předával mu své zkušenosti. Jednotka byla vybavena stroji Dewoitine D.500, ale před vypuknutím druhé světové války byla přezbrojena na stroje Curtiss H-75 Hawk.
Během bitvy o Francii se Edmond Marin la Meslée vyznamenal 16 jistými a čtyřmi pravděpodobnými sestřely letounů Luftwaffe. Poté, co velitel jeho letky 1. června 1940 utrpěl těžké zranění, Marin la Meslée jej nahradil v čele 1. letky GC I/5.
Po uzavření francouzsko-německého příměří byla GC I/5 evakuována do Saint-Denis-du-Sig a později do Rabatu v Maroku.
Po operaci Torch se francouzské ozbrojené síly v severní Africe připojily ke Spojencům a GC I/5 byla přezbrojena na letouny amerického původu, nejprve Curtiss P-40 a později Bell P-39 Airacobra.
Marin la Meslée, mezitím v prosinci 1941 povýšený do hodnosti capitaine, se se svou letkou v září 1943 přesunul do Tafaraoui v Alžírsku.
Dne 3. ledna 1944 Edmond Marin la Meslée převzal velení celé stíhací skupiny, nyní označené jako Groupe de chasse 1/5 „Champagne“, a v červnu 1944 byl povýšen do hodnosti commandant. Jednotka o síle 18 strojů P-39Q pak byla opět nasazena do boje od 30. září 1944 ze základny Salon-de-Provence, převážně k operacím k podpoře francouzských a spojeneckých pozemních sil postupujících údolím Rhôny. V listopadu 1944 byl útvar přezbrojen na stíhací letouny Republic P-47 Thunderbolt.
Během ostřelování pozemních cílů 4. února 1945 nedaleko Colmaru utrpěl stroj Edmonda Marina la Meslée přímý zásah palbou německého protiletadlového dělostřelectva, a po nárazu do země explodoval. Jeho tělo bylo sice z trosek vyproštěno, ale bylo zjištěno, že byl raněn střepinou do hlavy, a pravděpodobně zahynul ještě před dopadem.

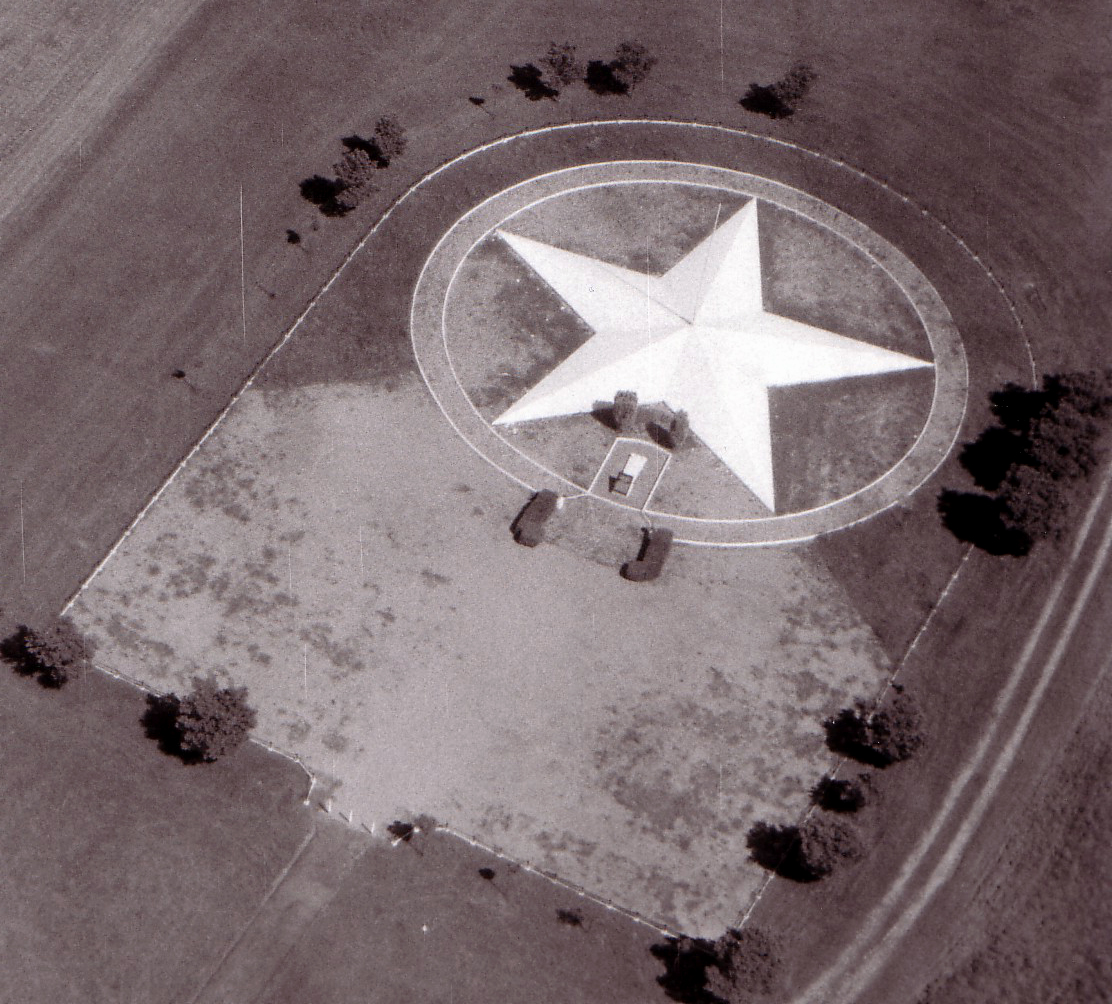
Letecká fotografie památníku na místě úmrtí Edmonda Marina la Meslée v Dessenheimu.

14. února 1953 byla na jeho památku přejmenována základna č. 112 Francouzského letectva v Remeši.

## Seznam potvrzených vzdušných vítězství
1. 11. ledna 1940; Dornier Do 17; Longwy
2. 12. května 1940; Junkers Ju 87; Bouillon (Belgie)
3. 12. května 1940; Junkers Ju 87; Pouru-Saint-Remy
4. 12. května 1940; Junkers Ju 87; Sainte-Cécile (Belgie)
5. 13. května 1940; Messerschmitt Bf 109; severovýchodně od Stonne
6. 15. května 1940; Henschel Hs 126; Vendresse
7. 16. května 1940; Dornier Do 215; Rethel
8. 18. května 1940; Heinkel He 111; Rethel
9. 18. května 1940; Heinkel He 111; Arcis-le-Ponsart
10. 18. května 1940; Heinkel He 111; Laon
11. 19. května 1940; Heinkel He 111; Hesse (Moselle)
12. 24. května 1940; Henschel Hs 126; Saint-Loup-Terrier
13. 25. května 1940; Henschel Hs 126; Bolt-aux-Bois
14. 26. května 1940; Heinkel He 111; Tannay
15. 3. června 1940; Henschel Hs 126; Sommauthe
16. 10. června 1940; Junkers Ju 88; Châtillon-sur-Bar